# GoonRock
 (mai 2025).
Si vous disposez d'ouvrages ou d'articles de référence ou si vous connaissez des sites web de qualité traitant du thème abordé ici, merci de compléter l'article en donnant les références utiles à sa vérifiabilité et en les liant à la section « Notes et références ».
GoonRock, de son vrai nom David Jamahl Listenbee (né le 18 avril 1975, à Princeton) est un producteur, compositeur et musicien américain. Il est connu pour sa collaboration avec le groupe LMFAO, avec lequel il a collaboré dans l'album Sorry for Party Rocking en 2011, notamment sur les titres "Party Rock Anthem" et "Sexy and I Know It".

## Discographie

### Productions
- Gettin' Over You - David Guetta ft. Fergie, Chris Willis, LMFAO (2010)
- Party Rock Anthem - LMFAO ft. GoonRock & Lauren Bennett (2011)
- We Came To Party - LMFAO ft. GoonRock (2011)
- Best Night - LMFAO ft. Will.i.am, GoonRock & Eva Simons (2011)
- Champagne Showers - LMFAO ft. Natalia Kills (2011)
- Sexy and I Know It - LMFAO (2011)
- One Day - LMFAO (2011)
- All Night Long - LMFAO ft. Lisa (2011)
- With You - LMFAO (2011)
- Lift Off - Jay-Z & Kanye West ft. Beyoncé (2012)
- Goin' in - Jennifer Lopez ft. Lil Jon & Flo Rida (2012)
- A Little Party Never Killed Nobody - Fergie, Q-Tip & Goonrock (2013)